# San José, Acatepec
San José är en ort i Mexiko.   Den ligger i kommunen Acatepec och delstaten Guerrero, i den sydöstra delen av landet, 240 km söder om huvudstaden Mexico City. San José ligger 1 824 meter över havet och antalet invånare är 110.
Terrängen runt San José är kuperad västerut, men österut är den bergig. Runt San José är det ganska glesbefolkat, med 42 invånare per kvadratkilometer. Närmaste större samhälle är Acatepec, 7,4 km norr om San José. I omgivningarna runt San José växer huvudsakligen savannskog.